# Veine tibiale antérieure
Les veines tibiales antérieures sont deux veines du membre inférieur situées dans la jambe. Elles sont satellites de l'artère tibiale antérieure.

## Origine
Les veines tibiales antérieures naissent de la convergence des veines pédieuses formant le réseau veineux superficiel du dos du pied.

## Trajet
Les deux veines tibiales antérieures montent dans la membrane interosseuse entre le tibia et le fibula.

## Terminaison
Les deux veines tibiales antérieures s'unissent avec les veines tibiales postérieures pour former la veine poplitée.

## Zone de drainage
Les veines tibiales antérieures drainent la loge crurale antérieure.